# SMS Gäa
Az SMS Gäa az osztrák–magyar haditengerészet torpedó-raktárhajója volt 1909–1918 között. A hajó jelentős szerepet játszott a cattarói matrózlázadásban.

## Pályafutása 1909-ig
1890. november 29-én bocsátották vízre Fürst Bismarck néven. A hajót a HAPAG (Hamburg-Amerikanische Packetfahrt-Aktien-Gesellschaft) építtette az AG Vulkan hajógyárban, Stettinben. A cég transzatlanti utazásokra rendezte be, a fedélzeten 420 első-, 172 másod- és 700 harmadosztályú utashely állt rendelkezésre.  A hajógépeket a Farfield & Co. készítette Glasgowban.
A megrendelő 1891. április 25-én vette át. Első útját a Hamburg–Southampton–New York útvonalon teljesítette, a későbbiekben is az Atlanti-óceán északi részén hajózott, a rendelkezésre álló adatok szerint  legalább 16 alkalommal kelt át New Yorkba.
1891. június 29-én II. Vilmos német császár meglátogatta a hajót. 1904-ben az orosz–japán háború miatt az orosz haditengerészet megvásárolta, és Don néven mint segédcirkálót állította szolgálatba. 1906-ban a Szentpéterváron állomásozó orosz önkéntes flotta (Dobroflot) kötelékébe került, itt a Moskva nevet kapta.
Fegyverzettel nem látták el, csupán a séta- és a csónakfedélzetre szereltek fel 4,7 cm-es ágyúkat, de a megfelelő szerkezeti átalakítások nélkül, így ezek tüzelésre nem voltak alkalmasak.

## A cs. és kir. haditengerészetben
1909-ben a császári és királyi haditengerészet kipróbálás után megvásárolta. A tranzakcióra július 8-án került sor Libauban. A vételár 2 280 000 korona volt, a szükséges átalakítások költségét 200-250 000 koronára becsülte a sajtó, amelyet soknak találtak az ekkor már húszéves gőzösért.
A Gäa névre átkeresztelt hajóra a következő napon vonták fel az osztrák–magyar lobogót. Július 10-én futott ki Libauból, majd Swinemünde és Cádiz érintésével augusztus 8-án futott be Pólába.
A cs. és kir. haditengerészet az utasszállítót torpedó-raktárhajónak alakította át. Ennek megfelelő felszerelést kapott, rádióállomással látták el, valamint alkalmassá tették 81 torpedó és 100 akna elhelyezésére. Nagyobb csónakdarukat is kapott, ezeket az Erzherzog Karl vagy az Erzherzog Friedrich csatahajóról szerelték le. Egy darab 150 cm-es és 1 darab 90 cm-es fényszóróval is ellátták.
1910. május 15-én állt szolgálatba, a cirkálóflottillához osztották be. Első parancsnoka Anton Willenik sorhajókapitány lett, a tisztikarba 4 sorhajóhadnagy, 2 fregatthadnagy, 2 orvos, 4 gépüzemvezető, valamint 2 haditengerészeti tisztviselő tartozott.
1912. március 18-án jelen volt az SMS Tegetthoff vízre bocsátásánál. A fedélzeten az esemény tiszteletére díszebédet adtak, amelyen Ferenc Ferdinánd trónörökös és felesége is részt vett.
Július 6 és 12 között I. Miklós montenegrói királyt szállította Antivariból Triesztbe, majd vissza.  A montenegrói uralkodó I. Ferenc Józsefnél járt látogatáson.

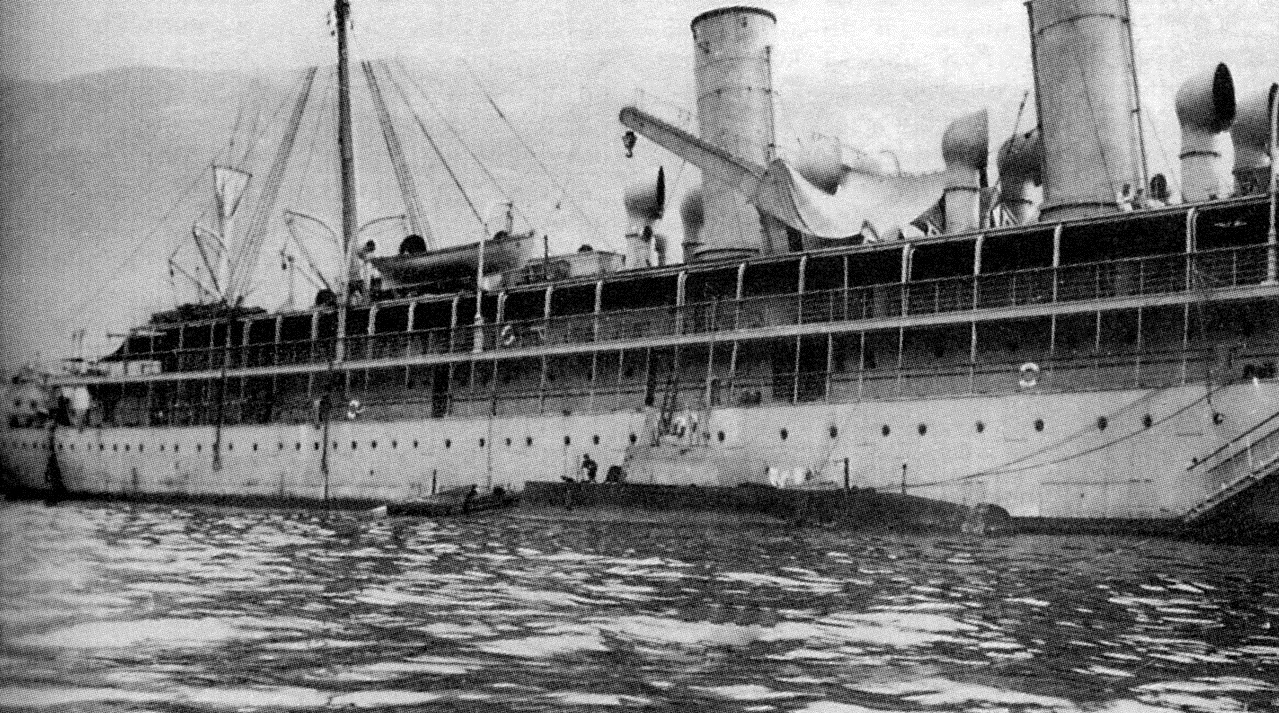
Az SMS Gäa, mellette egy tengeralattjáró

Augusztus 15-én kivonták a szolgálatból, decemberben újra szolgálatba állították, majd az 1. torpedó flotilla állományába került Cattaróba.
1913. június 10. és 1914. június 14. közt ismét kivonták a szolgálatból. 1914. július végén Pólából Teodóba helyezték át. 1915-től az Adrián működő német tengeralattjárók legénységének lakóhajója volt. 80 személy elhelyezésre volt alkalmas. A tengeralattjárók akkumulátorainak feltöltéséhez áramfejlesztőkkel látták el. 1916-ban az elektromos berendezések javítására szolgáló műhelyt alakítottak ki a hajón.
1918. február 1-jén legénysége aktívan részt vett a cattarói matrózlázadásban. A hajóról figyelmeztető lövéseket adtak le az öbölből kifutni igyekvő SMS Csepel rombolóra, amely ennek hatására visszafordult.
A lázadás elfojtása után lefolytatott hadbírósági tárgyalás hat fő vádlottja közül hárman a Gäán teljesítettek szolgálatot. Hármójuk közül Mate Berničevič I. osztályú matrózt halálra, Franz Bajzel I. osztályú matrózt tíz, Székács Lajos III. osztályú matrózt pedig öt év börtönbüntetésre ítélték. A Gäa parancsnokát, Anton Casa sorhajókapitányt nyugdíjazták, utódja Josef Leva sorhajókapitány lett.
1918. november 5-én a hajó cseh és osztrák nemzetiségű tengerészeket vitt Cattaróból Fiumébe és Pólába. Pólában az olasz hatóságok lefoglalták és átnevezték San Giustonak.

## Olasz szolgálatban
1920. október 10-én az olasz államvasutak birtokába került, amely bérbe adta a Cosulich Società Triestina di Navigazione hajózási társaságnak. A Cosulich zászlaja alatt a hajó egy utat tett meg: Triesztből Nápoly érintésével 1921. január 22-én érkezett New Yorkba. A fedélzeten 238 utast és 1137 kivándorlót szállított. A visszaúton viharba került, és az eddigre már igen rossz állapotba került gőzöst az elsüllyedés veszélye fenyegette. Az olaszok ezért lemondtak a további használatról, és a hajót 1923–24 folyamán Velencében lebontották.